# John MacBride
John MacBride, född 7 maj 1868 i Westport, grevskapet Mayo, död 5 maj 1916, var en irländsk republikan. Han var en av ledarna för påskupproret 1916, och avrättades för sin roll i detta.

## Biografi
MacBrides far hette Patrick MacBride, butiksägare och handelsman, och modern hette Honoria Gill. Han utbildades hos Christian Brothers i Westport och senare vid St. Malachy's College i Belfast. Därefter arbetade han under en period i en textilaffär i Castlerea. Han hade studerat medicin, men fullföljde inte studierna och började istället arbeta för en läkemedelsfirma i Dublin.
Kort efter Gaelic Athletic Association stiftades  var han mycket tillsammans Michael Cusack, och han gick med i Irish Republican Brotherhood (IRB). Han var också medlem av Celtic Literary Society, där han lärde känna Arthur Griffith. Redan 1893 klassificerade britterna honom som en "farlig nationalist", och 1896 reste han till USA for IRB. Efter denna resa emigrerade han till Sydafrika. 

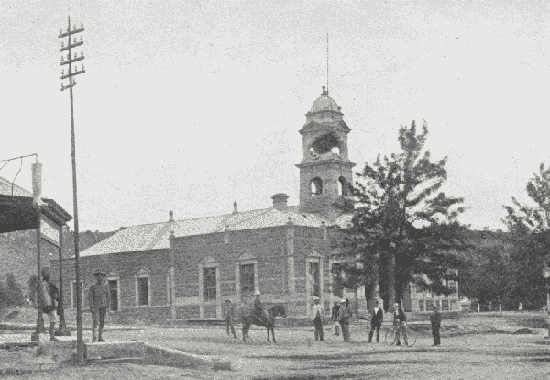
MacBride deltog i belägringen av Ladysmith; här det skadade rådhuset.

Han kämpade i boerkrigen, där han organiserade Irländska Transvaal Brigaden. Den blev känd som MacBride's Brigad efter grundaren, men då MacBride inte själv hade mycket militär erfarenhet rekommenderade han den Irlands-amerikanska översten John Blake till att bli befälhavare. Brigaden blev officiellt erkänd av boerregeringen, och MacBride fick graden major och statsborgarskap i Transvaal. Omkring 500 irländare och irlandsamerikaner kämpade i brigaden, vid ett flertal tillfällen mot irländska regiment ur brittiska armén såsom Dublin Fusiliers og Inniskillings. MacBride var involverad i slagen vid Ladysmith, Colenso och andra platser.
Innan maj 1900 hade de iriska kommandosoldaterna delats upp i två irländska Transvaalbrigader. I Irland växte stödet till boerna, och särskilt Arthur Griffith och Maud Gonne agiterade för boerna.
Efter boerkrigen reste MacBride til Paris. Han gifte sig med Maud Gonne 1903; de hade mött varandra år 1900 genom poeten W.B. Yeats. Sonen Seán MacBride, som bland annat grundade Amnesty International och vann Nobels fredspris 1974, föddes året efter. Äktenskapet slog fel och MacBride återvände till Dublin efter att paret blivit separerade av en Fransk domstol i Paris.
MacBride var till skillnad mot övriga ledare i påskupproret inte medlem i Irish Volunteers, och visste inget om planerna. Men då han befann sig mitt i det hela erbjöd han sina tjänster till Thomas MacDonagh, och blev omedelbart insatt som vicekommendant för tredje bataljonen i Dublinbrigaden, stationerad vid Jacob's kexfabrik. Han ersatte Michael O'Hanrahan i denna ställning. Britterna hade möjlighet att gå runt positionen under framryckningen mot de centrala ställningarna så bataljonen var väldigt lite inblandade i striderna.
MacBride arresterades vid kapitulationen och ställdes inför  krigsrätt där han dömdes till döden. Avrättningen skedde genom skjutning vid Kilmainhams fängelse 5 maj 1916, två dagar innan hans fyrtioåttonde födelsedag. Hans sista ord var "I have looked down the muzzles of too many guns in the South African war to fear death and now please carry out your sentence."  Han begravdes på Arbour Hill gravlund i Dublin.